# السروىالسفلى (المسيمير)

تعديل مصدري - تعديل

السروى السفلى هي إحدى قرى عزلة المسيمير بمديرية المسيمير التابعة لمحافظة لحج، بلغ تعداد سكانها 91 نسمة حسب تعداد اليمن لعام 2004.